# Francisco Afonso de Meneses de Sousa Coutinho
D. Francisco Afonso de Meneses de Sousa Coutinho, primeiro e único visconde e marquês de Maceió  (Turim, 2 de fevereiro de 1796 – Paris, 14 de agosto de 1834), foi um militar da Marinha de Portugal que, aderindo à independência do Brasil, fora promovido a capitão de fragata. Alcançou a patente de tenente-coronel, passando a ministro da pasta da Marinha em 1827.
Filho de D. Rodrigo Domingos de Sousa Coutinho, 1.° conde de Linhares, e da marquesa italiana Gabriella Maria Ignazia Asinari di San Marzano. Irmão de D. Vitório Maria Francisco de Sousa Coutinho Teixeira de Andrade Barbosa, 2.º conde de Linhares. Casou-se com Guilhermina Adelaide Carneiro Leão, filha de José Fernando Carneiro Leão, barão de Vila Nova de São José. Não houve descendência.

## Títulos
Grande do Império, exercia a função de veador na corte imperial. Era cavaleiro da Imperial Ordem do Cruzeiro e da Ordem da Torre e Espada, e comendador da Imperial Ordem de Cristo. Recebeu o viscondado com grandeza por decreto de 12 de outubro de 1824 e o marquesado por decreto de 12 de outubro de 1826.
Recebeu os títulos de nobreza concedidos por Dom Pedro I em reconhecimento aos seus serviços prestados a Marinha do Brasil. Escolheu o nome "de Maceió" em seu título nobiliárquico em homenagem ao Bairro Maceió, da cidade de Niterói, que era terras pertencentes ao Marquês e que foram doadas a Coroa Imperial, como forma de lealdade ao Império do Brasil, recém independente.